# جمال عبد الهادي
جمال عبد الهادي (1356- 1445 هـ/ 1937- 2024 م) أحد علماء التاريخ الإسلامي في مصر والعالم الإسلامي، ومن رجال دعوة الإخوان المسلمين بمصر، وأستاذ التاريخ الإسلامي بجامعة أم القرى سابقًا.

## سيرته ووظيفته
ولد في ملوي بمحافظة المنيا في 9 ذو الحجة 1356 هـ / 19 فبراير 1937م. حصل على شهادة ليسانس بالآداب من جامعة القاهرة سنة 1958م، وعلى الدكتوراه في الفلسفة والآداب من كلية الآداب بجامعة بروكسل في يونيو 1972.
عُيِّن عضوًا في هيئة التدريس بقسم التاريخ كلية الآداب والعلوم الإنسانية بجامعة الملك عبد العزيز في جُدَّة من 1393 إلى 1401هـ/ 1973- 1981م، وفي قسم التاريخ الإسلامي بكلية الشريعة والدراسات الإسلامية بجامعة أم القرى من 1401 إلى 1407هـ/ 1987م.

## نشاطه الدعوي
نشط جمال عبد الهادي في الدعوة إلى الله بعد عودته إلى مصر، وفي تعريف الناس بتاريخهم الإسلامي وارتباطهم الوثيق بشعوب العالم الإسلامي في الصين وأفغانستان وآسيا الوسطى والقفقاس والبلقان وأوروبا الشرقية والغربية، والدفاع عن قضايا العالم الإسلامي ولا سيَّما القضية الفلسطينية، على أنها قضية العالم الإسلامي الأولى، وأن تاريخها وثيق الصلة بالعقيدة الإسلامية، وهي وقف إسلامي وتحريرها ونصرة أهلها ودفع العدوان الواقع عليها فريضة شرعية وضرورة حياتية، مع كشف الجرائم التي ارتكبتها سلطة الاحتلال الصهيوني لتهويد فلسطين وإبادة أهلها وتشريدهم.
دعا في محاضراته وندَواته إلى نصرة شعوب كوسوفا والبوسنة والهرسك وألبانيا والشيشان، مع كشف الجرائم التي كان يرتكبها الصرب والروس تجاه شعوبها تحت سمع المجتمعات والمنظمات الدولية وبصرها. وكشف ما يجري في مجال التعليم تحت اسم التطوير بهدف طمس هُويَّة الأمَّة وحرمانها من تاريخها الإسلامي ولغتها العربية وثقافتها الشرعية، وتمثل ذلك في ندَوات ألقاها في كليات الجامعات المصرية، ومحاضرات وندوات بالمؤتمرات التي كانت تقيمها النقابات المهنية (نقابات الأطباء والمهندسين والعلميين والمعلمين والصيادلة والزراعيين) في جميع محافظات مصر تضامنًا مع الشعب الفلسطيني وشعوب الشيشان والبلقان وأفغانستان وغيرهم، إضافةً إلى دروس وخطب الجمعة في غالب مساجد القاهرة والأقاليم، والمشاركة الدائمة في المؤتمرات الشعبية التي تعقد في الجامع الأزهر لنصرة قضايا المسلمين في فلسطين والعراق.

## مؤلفاته
- مؤرخون يزورون تاريخ بيت المقدس لدعم الاحتلال اليهودي لفلسطين، نُشر في 2013.[4]
- بيت المقدس ميراث الأمة الإسلامية، نُشر في 2013.[5]
- استخلاف أبو بكر الصديق، نُشر في 1998.[6]
- تاريخ الأمة المسلمة الواحدة منذ أقدم عصورها وحتى القرن السابع قبل الهجرة في مصر والعراق.[6]
- ذرية إبراهيم عليه السلام، بالاشتراك مع وفاء محمد رفعت جمعة.[7]
- تاريخ الأمة الواحدة / آدم وزوجه وبنوه، نُشر في 1995.[8]
- تاريخ الأمة الواحدة / الأصول الثلاثة والكون المسلم.[9]
- تاريخ الأمة الواحدة / نوح عليه السلام.[10]
- جزيرة العرب (جزآن)، بالاشتراك مع وفاء محمد رفعت جمعة.[11]
- ليس لليهود حق في فلسطين، نُشر في 1989.[12]
- منهج كتابة التاريخ الإسلامي.[13]
- بيت المقدس إسلامية.[14]
- أفريقيا يراد لها أن تموت جوعا، بالاشتراك مع وفاء محمد رفعت جمعة.[15]
- الإسلام دين الله في الأرض وفي السماء، نُشر في 1986.[16]
- البوسنة والهرسك جرح ينزف.[17]
- تاريخ الدولة العثمانية (جزآن)، بالاشتراك مع وفاء محمد رفعت جمعة وعلي أحمد لبن.[18]
- الطريق إلى بيت المقدس (جزآن)، نُشر في 1987.[19]

## وفاته
توفي جمال عبد الهادي في القاهرة، صباح يوم الخميس 4 رمضان 1445هـ الموافق 14 مارس 2024م.

## وصلات خارجية
- مؤلفات الدكتور جمال عبد الهادي، موقع قصة الإسلام
- مؤلفاته على موقع الإمام حسن البنا
- صفحته على موقع طريق الإسلام